# Gajg-e Poshtkuh

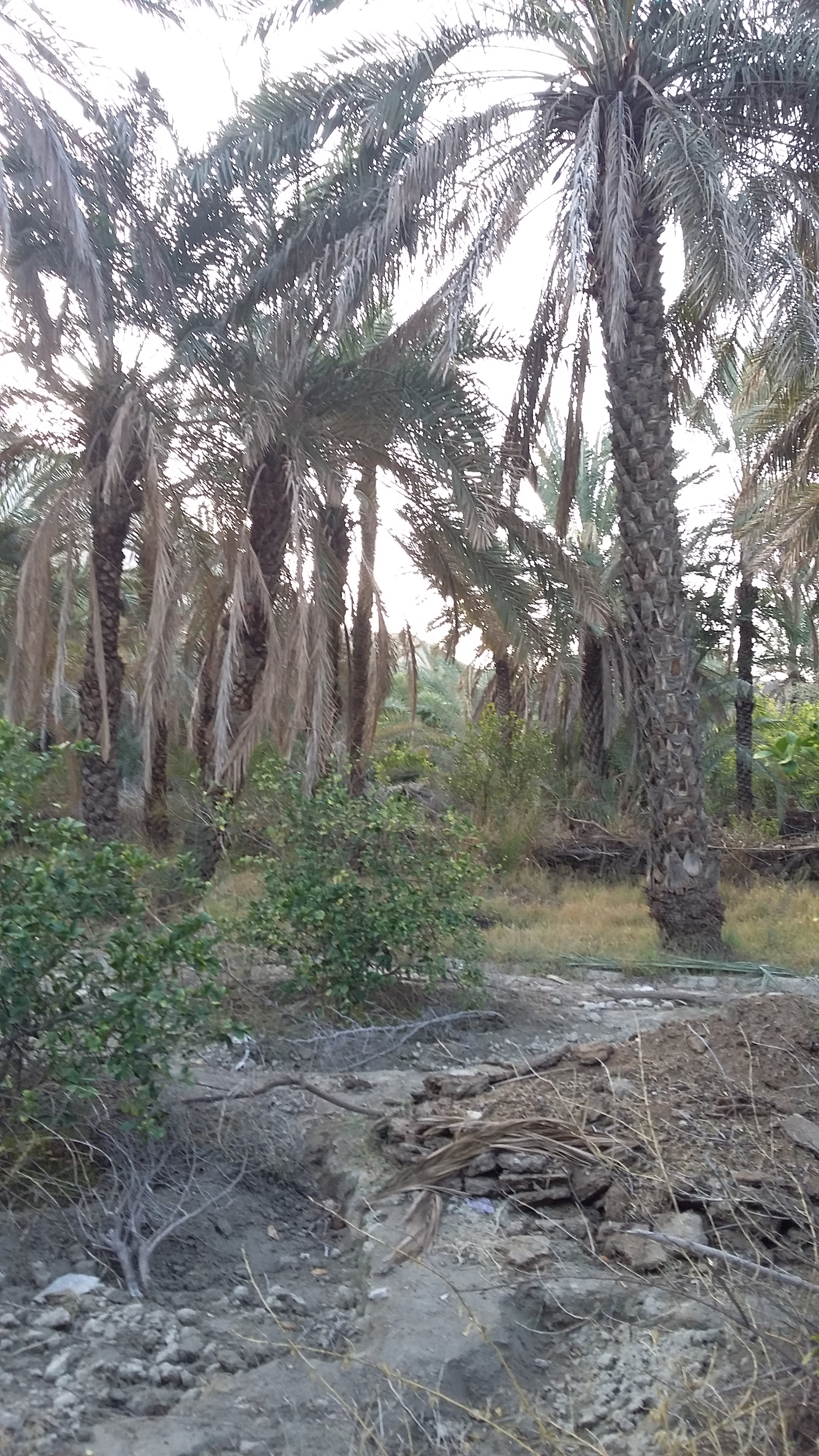

Gajg-e Poshtkuh (persa: گجگ . پشتكوه, también romanizado como Gajg-e Poshtk«h y Gojg-e Poshtk«h; también conocido como Govājag-e Pāpar)[1] es una aldea en Poshtkuh-e Shamil
پشتکوه شمیل 
En el distrito rural de Shamil, distrito de Shamil, condado de Bandar Abbas, provincia de Hormozgan, Irán. En el censo de 2006, su población era de 153 habitantes, distribuidos en 39 familias.. 